# Jean-Noël Pancrazi
Pour les articles homonymes, voir Pancrazi.
Jean-Noël Pancrazi, né à Sétif (Algérie) le 28 avril 1949, est un écrivain français.

## Biographie

### Jeunesse
Jean-Noël Pancrazi passe les dix premières années de sa vie en Algérie, avec ses parents et sa sœur ; ses années d'enfance pendant la guerre d'Algérie auront une grande répercussion sur son œuvre future,.
Il arrive en France en 1962 et fait ses études secondaires à Perpignan, d'où sa mère est originaire. Venu à Paris, tout d'abord au lycée Louis-le-Grand, il suit plus tard des cours de littérature à la Sorbonne. En 1972, il est agrégé de lettres modernes. Sa première œuvre, publiée l'année d'après, est un essai sur Mallarmé. Il est dans les années 1970 professeur de Français dans un collège à Massy. Dans les années 1980, il est professeur de français dans le collège Nicolas Robert à Vernouillet en Eure-et-Loir.

### Carrière littéraire

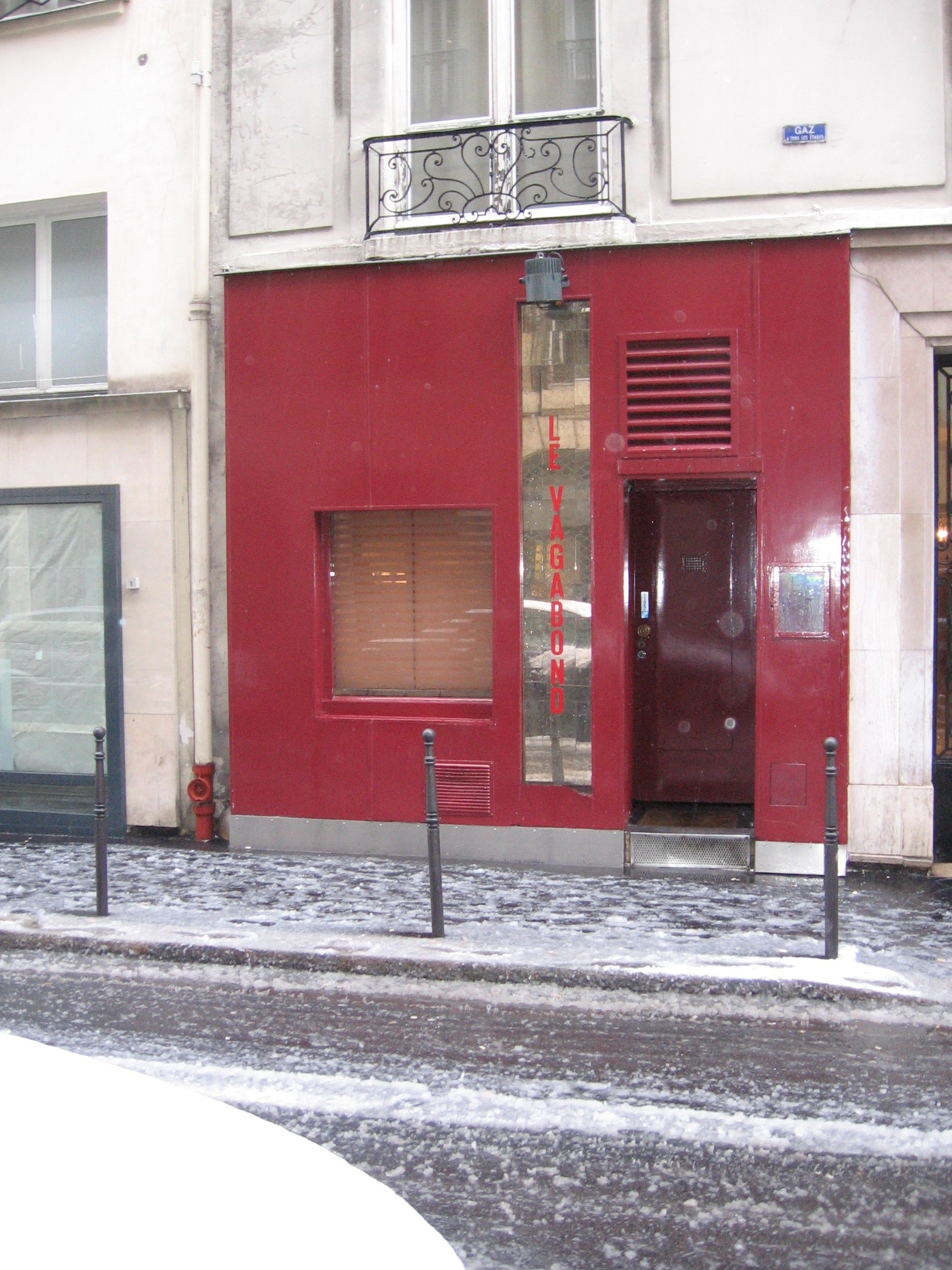
Le Vagabond, bar gay de la rue Thérèse à Paris.

Son premier roman, La  Mémoire brûlée paraît en 1979 aux Éditions du Seuil. Suivront Lalibela ou la mort nomade  (1981), L'Heure des adieux (1985) et Le Passage des princes  (1988). L’œuvre suivante, Les Quartiers d'hiver est publiée en 1990 par Gallimard : le décor en est « le Vagabond », un bar gay de Paris, au début des années sida. Le roman obtient le prix Médicis. Pancrazi poursuit son exploration du monde de la nuit avec Le Silence des passions (1994) couronné par le prix Valery-Larbaud. Il revient sur son enfance en Algérie, à Batna, au moment où le pays bascule dans la guerre, dans Madame Arnoul (1995), qui retrace l'amitié entre un petit garçon et une voisine alsacienne, - que le narrateur considère comme une autre mère - décrétée « du côté des Arabes » parce qu'elle a protégé une petite Algérienne contre les assauts d'un militaire français et qui sera « punie ». Le livre est distingué par trois prix : le prix du Livre Inter, le prix Maurice-Genevoix, et le prix Albert-Camus[réf. nécessaire]. Il rend hommage à son père, qui a fini ses jours en Corse, dans Long séjour (1998, prix Jean Freustié), puis à sa mère, dans Renée Camps (2001). Ces trois livres composent « une trilogie de mémoire familiale ».
Jean-Noël Pancrazi est également l'auteur de Corse (2000), avec Raymond Depardon
Dans Tout est passé si vite (2003, grand prix du roman de l'Académie française), il fait le portrait d'une femme éditrice et écrivain, dont il est l'ami et qui est atteinte d'un cancer.
Ses séjours en Haiti et en République Dominicaine lui inspirent deux romans : Les Dollars des sables (2006) et Montecristi (2009), où il dénonce un scandale écologique.  
Dans La Montagne (2012), Jean-Noël Pancrazi affronte un souvenir qu'il a longtemps gardé secret : à sept ans, il échappe à la mort en refusant de monter dans un camion où se trouvent six petits camarades qui seront retrouvés égorgés par le FLN dans la montagne pendant la guerre d'Algérie. Le texte est récompensé par le prix Méditerranée, le prix Marcel-Pagnol et le prix François-Mauriac de la région Aquitaine.
Dans Indétectable, roman paru en 2014 (Gallimard), il raconte la vie de Mady, d'origine malienne, sans papiers à Paris depuis dix ans. Le roman reçoit le Prix Littéraire Jacques-Audiberti 2014.
En janvier 2018, toujours dans la 'Blanche' chez Gallimard, parait Je voulais leur dire mon amour. « Cela faisait plus de cinquante ans que je n’étais pas revenu en Algérie où j’étais né, d’où nous étions partis sans rien. J’avais si souvent répété que je n’y retournerais jamais. Et puis une occasion s’est présentée : un festival de cinéma méditerranéen auquel j’étais invité. » Le livre est couronné Prix du Mémorial / Grand prix littéraire d'Ajaccio en août 2018, et du Prix du Roman des Écrivains du Sud 2018 (« Superbe texte sur un impossible retour dans son pays natal ») Comme ses autres ouvrages, le livre sort un peu plus d'un an plus tard en poche, dans la collection Folio.
Le 13 janvier 2022, Gallimard publie Les Années Manquantes, « les souvenirs familiaux d’un écrivain au sommet de son art » selon un article paru dans 'la Galaxie Proust", sous la plume de Christian Authier, qui poursuit : « À l’instar d’un Patrick Modiano, Jean-Noël Pancrazi n’écrit pas le même livre, mais reprend les mêmes motifs, les revisite, les prolonge, les réexamine à la faveur d’un changement d’angle ou de lumière. D’où la sensation pour le lecteur de se retrouver, à chaque ouvrage, en pays de connaissance tout en ayant le plaisir de l’inédit. »
Pancrazi reçoit le grand prix de la Société des gens de lettres (SGDL) pour l'ensemble de son œuvre. 
Depuis 1999, Jean-Noël Pancrazi est membre du jury du prix Renaudot.
En 2013, un documentaire est réalisé sur Jean-Noël Pancrazi, Territoires Intimes (film réalisé par Renaud Donche, France 3 - Corse, septembre 2013).
Jean-Noël Pancrazi est chevalier dans l'Ordre du Mérite et chevalier de la Légion d'Honneur.

## Œuvres
- Mallarmé, essai, Hatier, 1973
- La Mémoire brûlée, roman, Le Seuil, 1979
- Lalibela ou la mort nomade, roman, Ramsay, 1981
- L'Heure des adieux, roman, Le Seuil, 1985
- Le Passage des princes, roman, Ramsay, 1988 - prix Lucien Tisserant (1989) de l'Académie française[22]
- Les Quartiers d'hiver, roman, Gallimard, 1990 – prix Médicis
- Le Silence des passions, roman, Gallimard, 1994 – prix Valery-Larbaud
- Madame Arnoul, récit, Gallimard, 1995 – prix Maurice-Genevoix, prix Albert-Camus, prix du Livre Inter
- Long séjour, récit, Gallimard, 1998 – prix Jean-Freustié 1998[23]
- Corse (Le Seuil, 2000) en collaboration avec le photographe Raymond Depardon : texte sur la Corse et sur son père (faisant suite à Long séjour).
- Renée Camps, récit, Gallimard, 2001, prix Nice-Baie-des-Anges
- Tout est passé si vite, roman, Gallimard, 2003 – grand prix du roman de l'Académie française
- Les Dollars des sables, roman, Gallimard, 2006, adapté au cinéma (2015) par Laura Amelia Guzmán et Israel Cárdenas, avec l’actrice américaine Géraldine Chaplin
- Montecristi, roman, Gallimard, 2009  (ISBN 978-2070124145)
- La Montagne, récit, Gallimard, 2012  (ISBN 978-2-07-013714-5) – prix Marcel-Pagnol, prix Méditerranée[24], Prix François-Mauriac de la région Aquitaine
- Indétectable, roman, Gallimard, 2014, Prix Littéraire Jacques Audiberti[25], 2014
- Je voulais leur dire mon amour, Gallimard, 2018  (ISBN 9782072752353), Prix du Mémorial / Grand prix littéraire d'Ajaccio, Prix du Roman des Écrivains du Sud 2018[26]
- Les années manquantes, Gallimard, 2022  (ISBN 9782072926228)
- Quand s’arrêtent les larmes, Gallimard, 2025  (ISBN 9782073105158)

## Prix et distinctions
- Prix Médicis pour Les Quartiers d'hiver,
- Prix Valery-Larbaud pour Le Silence des passions
- Prix du Livre Inter, Prix Maurice-Genevoix (fondé en 1985) et Prix Albert-Camus pour Madame Arnoul  1995
- Prix Jean-Freustié pour Long séjour
- Prix Roland de Jouvenel de l’Académie française 1998
- Prix Nice-Baie-des-Anges pour Renée Camps  2001
- Grand prix du roman de l'Académie française pour Tout est passé si vite   2003
- Prix Marcel-Pagnol, Prix Méditerranée, prix François-Mauriac de la région Aquitaine pour La Montagne  2012
- Grand prix de littérature de la SGDL pour Montecristi
- Prix Printemps du Roman, pour Montecristi  2009
- Prix Littéraire Jacques Audiberti (2014) pour Indétectable
- Prix du Roman des écrivains du Sud[27] pour Je voulais leur dire mon amour
- Prix du Mémorial, grand prix littéraire d'Ajaccio pour Je voulais leur dire mon amour
- Prix Ulysse 2019, pour l'ensemble de l'œuvre.
- Grand Prix de la Société des gens de lettres, pour l'ensemble de son œuvre
- Chevalier dans l'Ordre national du Mérite, 2006
- Chevalier de la Légion d'honneur, 2013
- Membre du jury du prix Renaudot depuis 1999
- Prix Littéraire de la Fondation Prince Pierre de Monaco, 2023